# Universidade de Atenas

Universidade de Atenas

Universidade Nacional Capodistriana de Atenas (em grego: Εθνικόν και Καποδιστριακόν Πανεπιστήμιον Αθηνών; romaniz.: Ethniko ke Kapodistriako Panepistimio Athinon), ou simplesmente Universidade de Atenas, é uma instituição de ensino superior pública grega da cidade de Atenas. Foi fundada em 3 de maio de 1837, por iniciativa do rei Oto I da Grécia. Está em operação contínua desde a sua criação em 1837 e é a mais antiga instituição de ensino superior no estado grego moderno.